# Camille Gutt
Camille Gutt (Bruselas, 14 de noviembre de 1884 – ib., 7 de junio de 1971), nacido como Camille Guttenstein, fue un economista, político e industrial belga. Fue el primer director gerente del Fondo Monetario Internacional (FMI) del 6 de mayo de 1946 hasta el 5 de mayo de 1951. Fue el arquitecto de la planificación de una reforma monetaria, que facilitó la recuperación de la economía belga después de la Segunda Guerra Mundial.

## Primeros años
Nacido en Bruselas,  fue hijo de Max Guttenstein y Marie-Paule Schweitzer. Max Guttenstein había llegado a Bélgica desde Austria-Hungría en 1877 y adquirió la ciudadanía belga en 1886. Camille Gutt asistió instituto en el Real Ateneo en Ixelles. Gutt obtuvo un Ph.D. en jurisprudencia, y el grado de maestría en ciencias políticas y sociales en la Universidad Libre de Bruselas (ULB). Durante su estudio,  conoció a Claire Frick, con quipen se casará en 1906. El matrimonio dio luz a tres hijos: Jean-Max (1914-1941), François (1916–1944) y Etienne (1922–).

## Carrera
Camille Gutt trabajó en varias industrias, como en la Société Générale de Belgique y en Groupe Empain así como la política. Durante la Primera Guerra Mundial, trabajó para Georges Theunis y de 1920 hasta 1924 como su Jefe de Gabinete. Más tarde, Gutt también trabajó para el gabinete de Emile Francqui. Fue Ministro de Finanzas de Bélgica (1934-1935 y 1939-1940), Ministro de Finanza, Economía y Transportes (1940-1942), Ministro de Finanza y Economía (1942-1943), y Ministro de Finanza (1943-1944) en el gobierno belga en el exilio en Londres.
Gutt fue el responsable de preservar el franco belga antes y después de la Segunda Guerra Mundial. Antes de la guerra,  salvó la moneda belga mediante a transferencia de reservas de oro del Banco Nacional Belga fuera del alcance de los nazis. Después de la guerra,  estabilizó el franco belga y anticipó la inflación, con lo que aún se conoce como la Operación Gutt. Camille Gutt también jugó un rol importante en forjar el Benelux, y por esto contribuyó en la creación de la Unión Europea.

## Selección de obras
- (1947), "El Fondo Monetario Internacional y Sus Funciones", ——— (1947), «The International Monetary Fund and Its Functions», Proceedings of the Academy of Political Science 22 (2): 49-56, doi:10.2307/1173022. 22 (2): 49–56, doi:10.2307/1173022.
- (1948), "Tipos de cambio y el Fondo Monetario Internacional", ——— (1948), «Exchange Rates and the International Monetary Fund», Review of Economics and Statistics 30 (2): 81-90, doi:10.2307/1928786. 30 (2): 81–90, doi:10.2307/1928786.